# Życie uczelni: biuletyn informacyjny Politechniki Łódzkiej
Życie Uczelni: biuletyn informacyjny Politechniki Łódzkiej – pismo wydawane przez Politechnikę Łódzką od października 1984 roku, opisujące wszystkie wydarzenia mające miejsce na uczelni. Redaktorem naczelnym pisma od 1990 roku jest dr inż. Ewa Chojnacka. Biuletyn zawiera stałe działy, są to: wydarzenia, uczelnia w liczbach, nauka, kształcenie, konferencje i sympozja, opinie, rozmaitości, studenci, wspomnienia, wystawy, sport.
Do redaktorów biuletynu należeli m.in.: Barbara Chrzczonowicz, Beata Gontar, Zenon Janek, Daniela Kaniewska, Eugeniusz Kudaj, Elżbieta Papaja, Piotr Pustelnik, Anna Rodacka, Danuta Śmierzchalska, Krzysztof Świerzyński, Andrzej Wilczkowski, Jan Zaraś.